# الطريق إلى الهلاك
الطريق إلى الهلاك (بالإنجليزية: Road to Perdition)‏ فيلم جريمة أمريكي صادر عام 2002 من إخراج سام مينديز مقتبس من رواية مجلة مصورة تحمل نفس الاسم من تمثيل توم هانكس وبول نيومان وجود لو ودانيال كريغ، الفيلم يأخذنا إلى سنة 1931 أثناء فترة الكساد الكبير ويعرض لنا قصة قاتل مأجور وابنه يسعيان إلى الانتقام ضد مجرم قتل بقية عائلتهما.

## طاقم الممثلين
- توم هانكس بدور مايكل سوليفان الأب وهو قاتل مأجور محترف يعمل لدى شخص يدعى جون روني.
- تايلر هوشلين بدور مايكل سوليفان الابن، تم اختيار تايلر من بين 2.000 متطوع مرشح ليلعب هذا الدور.
- بول نيومان بدور جون روني، وهو زعيم جريمة يعامل مايكل سوليفان الأب كابن ثان. وقد تم اختيار نيومان ليؤدي الدور بالإجماع.
- جود لو بدور هارلن ماغواير.
- دانيال كريغ بدور كونور روني.
- ستانلي توكسي بدور فرانك نيتي.
- جينيفر جيسون لي بدور آني سوليفان.
- ديلان بيكر بدور ألكسندر رانس.
- كيران هايندز بدور فين مغوفرن.

## الإستقبال النقدي
للفيلم تقييم 81 بالمئة مع نتيجة 7.5 من 10 على موقع الطماطم الفاسدة، وتقييم 72 على موقع ميتاكريتيك بناءً على 36 ناقدًا.

## روابط خارجية
- الطريق إلى الهلاك على موقع IMDb (الإنجليزية)
- الطريق إلى الهلاك على موقع ميتاكريتيك (الإنجليزية)
- الطريق إلى الهلاك على موقع الموسوعة البريطانية (الإنجليزية)
- الطريق إلى الهلاك على موقع روتن توميتوز (الإنجليزية)
- الطريق إلى الهلاك على موقع نتفليكس (الإنجليزية)
- الطريق إلى الهلاك على موقع قاعدة بيانات الأفلام العربية
- الطريق إلى الهلاك على موقع ألو سيني (الفرنسية)
- الطريق إلى الهلاك على موقع Turner Classic Movies (الإنجليزية)
- الطريق إلى الهلاك على موقع أول موفي (الإنجليزية)
- الطريق إلى الهلاك على موقع بوكس أوفيس موجو (الإنجليزية)